# Droga krajowa nr 64 (Polska)
Droga krajowa nr 64 (DK64) – droga krajowa o długości 46,9 km, leżąca na obszarze województwa podlaskiego. Trasa ta łączy Piątnicę Poduchowną (k. Łomży) ze Starym Jeżewem (k. Białegostoku).

## Historia numeracji
Na przestrzeni lat trasa posiadała różne oznaczenia i klasyfikacje:

| Numer | Kategoria                                                                    | Przebieg                                                                | Lata obowiązywania | Źródło | Uwagi |
| ----- | ---------------------------------------------------------------------------- | ----------------------------------------------------------------------- | ------------------ | --- | --- |
| 2/2   | droga państwowa                                                              | Łomża – Wizna – Góra Strękowa                                           | ? – 1952           | Zygmunt Jaworski, Mapa samochodowa Polski (stan dróg) rok 1939/1940, Tadeusz Musiał, 1939. Brak numerów stron w książce | odnoga drogi państwowej nr 2 |
| ?     | droga drugorzędna                                                            | Góra Strękowa – Jeżewo Stare                                            | ? – 1952           | Zygmunt Jaworski, Mapa samochodowa Polski (stan dróg) rok 1939/1940, Tadeusz Musiał, 1939. Brak numerów stron w książce | nieznana numeracja odcinka |
| ?     | • droga drugorzędna/droga państwowa: do 1985 r. • droga krajowa: od 1 X 1985 | Piątnica – Bożejewo Str. – Wizna – Strękowa Góra – Zawady – Jeżewo Str. | 1952 – 1986        | - Atlas samochodowy Polski 1:500 000. Wyd. IV. Warszawa: Państwowe Przedsiębiorstwo Wydawnictw Kartograficznych, 1965. Brak numerów stron w książce - Mapa samochodowa Polski 1:1 000 , wyd. jedenaste, Warszawa: Państwowe Przedsiębiorstwo Wydawnictw Kartograficznych, 1972. Brak numerów stron w książce - Mapa samochodowa Polski 1:1 000 , wyd. trzecie, Warszawa: Państwowe Przedsiębiorstwo Wydawnictw Kartograficznych, 1975. Brak numerów stron w książce - Samochodowy atlas Polski 1:500 000. Wyd. V. Warszawa: Państwowe Przedsiębiorstwo Wydawnictw Kartograficznych, 1979, s. 58, 61. ISBN 83-7000-017-7. - Samochodowy atlas Polski 1:500 000. Wyd. IX. Warszawa: Państwowe Przedsiębiorstwo Wydawnictw Kartograficznych, 1985, s. 58, 61. | 1. nieznana numeracja odcinka 2. od 1975 roku jako droga państwowa, wcześniej drugorzędna 3. kategorię drogi krajowej wprowadzono na mocy ustawy o drogach publicznych |
| 64    | droga krajowa                                                                | (Łomża) Piątnica Poduchowna – Wizna – Stare Jeżewo (Białystok)          | od 14 lutego 1986  | Uchwała nr 192 Rady Ministrów z dnia 2 grudnia 1985 r. w sprawie zaliczenia dróg do kategorii dróg krajowych (M.P. z 1986 r. nr 3, poz. 16) | ograniczenia dla ruchu ciężkiego |

## Dopuszczalny nacisk na oś
Od 13 marca 2021 roku na drodze dozwolony jest ruch pojazdów o nacisku pojedynczej osi napędowej do 11,5 tony z wyjątkiem określonych miejsc oznaczonych znakiem zakazu B-19.

### Do 13 marca 2021 r.
Wcześniej na całej długości drogi był dopuszczalny ruch pojazdów o nacisku na pojedynczą oś do 10 ton.

## Miejscowości leżące na trasie 64
Poniższa tabelka pokazuje główne miejscowości na trasie drogi krajowej nr 64 i drogi krzyżujące się z nią.
| Km.  | Główne miejscowości | Drogi wojewódzkie | Drogi krajowe | Drogi ekspresowe i inne |
| ---- | ------------------- | ----------------- | ------------- | ----------------------- |
| 0    | Piątnica            |                   |               |                         |
| 13.5 | Stare Bożejewo      |                   |               |                         |
| 19   | Wizna               |                   |               |                         |
| 41   | Zawady              |                   |               |                         |
| 45   | Jeżewo Nowe         |                   |               |                         |
| 46   | Jeżewo Stare        |                   |               | E67                     |

## Powiaty leżące przy trasie 64
- powiat łomżyński (gmina Piątnica, gmina Wizna)
- powiat białostocki (gmina Zawady, gmina Tykocin)